# Naziha al-Dulaimi
Naziha Jawdet Ashgah al-Dulaimi (1923, Baghdad – 9 tháng 10 năm 2007, Herdecke) là người tiên phong đầu tiên của phong trào nữ quyền ở Iraq. Bà là người đồng sáng lập và là chủ tịch đầu tiên của Liên đoàn Phụ nữ Iraq , bộ trưởng phụ nữ đầu tiên trong lịch sử hiện đại của Iraq và là bộ trưởng nội các phụ nữ đầu tiên trong thế giới Ả Rập  .

## Tiểu sử
Al-Dulaimi, có ông nội đã rời khỏi al-Mahmudia (giữa Baghdad và Babylon) và định cư ở Baghdad vào cuối thế kỷ 19, sinh năm 1923. Bà học ngành y tại Đại học Y khoa Hoàng gia (sau này gắn liền với Đại học Baghdad). Bàlà một trong số ít sinh viên nữ tại trường Cao đẳng Y tế. Trong thời gian đó, cô gia nhập "Hội phụ nữ kết hợp chủ nghĩa phát xít và chủ nghĩa phát xít" và tích cực tham gia vào tổ chức này. Sau này, khi tổ chức xã hội này đổi tên thành "Hiệp hội phụ nữ Iraq", bà trở thành thành viên của ủy ban điều hành.
Năm 1941, bà tốt nghiệp bác sĩ y khoa. Sau khi tốt nghiệp, Al-Dulaimi được bổ nhiệm vào Bệnh viện Hoàng gia ở Baghdad, và sau đó được chuyển đến Bệnh viện Karkh. Trong suốt thời gian đó, bà đã bị bộ máy an ninh của chế độ quân chủ quấy rối, vì cảm thông với người nghèo và việc điều trị y tế miễn phí, cô đã đề nghị họ tại phòng khám của cô ở quận Shawakah. Chuyển đến Sulaimaniyah (ở Kurdistan), phòng khám của Al-Dulaimi một lần nữa biến thành nơi ẩn náu cho những bệnh nhân nghèo khổ được chăm sóc và hỗ trợ miễn phí. Từ Sulaiminiyah, bà được chuyển đến các thành phố và tỉnh khác (Kerbala, Umarah).
Năm 1948, bà trở thành thành viên chính thức của Đảng Cộng sản Iraq (ICP), lúc đó đang chống lại chế độ quân chủ cầm quyền. Vào tháng 1 năm 1948, Tiến sĩ Naziha đã tích cực tham gia vào cuộc nổi dậy "al-Wathbah" nổi tiếng chống lại Hiệp ước Portsmouth của thực dân và trong các cuộc đấu tranh yêu nước khác.
Năm 1952, Al-Dulaimi đã viết một cuốn sách có tựa đề Người phụ nữ Iraq. Trong đó bà viết về phụ nữ từ giai cấp nông dân (al-fallahin), bị tước bỏ mọi quyền cả về đàn áp đàn ông và áp bức giai cấp . Al-Dulaimi cũng viết về phụ nữ từ các tầng lớp cao hơn có tình trạng vật chất cao hơn, nhưng cũng được đàn ông coi là tài sản của họ chứ không phải là một con người thực sự.
Al-Dulaimi đã cố gắng hồi sinh Hiệp hội Phụ nữ Iraq và được hàng chục nhà hoạt động phụ nữ ủng hộ, đã nộp đơn lên chính quyền để thành lập "Hội giải phóng phụ nữ". Nhưng đơn này đã bị từ chối. Đáp lại, một số người ký tên do Tiến sĩ Naziha đứng đầu, đã quyết định đi trước và thành lập tổ chức này dù thế nào đi chăng nữa, sau khi đổi tên thành Liên đoàn Bảo vệ Quyền Phụ nữ Iraq. Liên đoàn vì thế ra đời vào ngày 10 tháng 3 năm 1952. Các mục tiêu của Liên đoàn là:
- Đấu tranh giải phóng dân tộc và hòa bình thế giới;
- Bảo vệ quyền của phụ nữ Iraq;
- Bảo vệ trẻ em Iraq.

Dưới sự lãnh đạo và tham gia tích cực của Tiến sĩ Naziha, Liên đoàn (tên của nó sau đó được đổi thành Liên đoàn Phụ nữ Iraq) được phát triển trong những năm sau đó và biến thành một tổ chức quần chúng sau Cách mạng 14 tháng 7 năm 1958. Với số thành viên tăng lên 42.000 (trong tổng dân số tại thời điểm 8 triệu), nó đã đạt được nhiều lợi ích cho phụ nữ Iraq, đặc biệt là Luật Tình trạng cá nhân tiến bộ số 188 (1959).
Đánh giá cao vai trò và thành tích của mình, Liên đoàn Phụ nữ Iraq đã trở thành thành viên thường trực của Ban Thư ký Liên đoàn Phụ nữ Quốc tế. Tiến sĩ Naziha được bầu vào hội đồng và điều hành của Liên đoàn, và sau đó trở thành phó chủ tịch của tổ chức quốc tế này. Cô trở thành một nhân vật phụ nữ nổi bật ở tầm quốc tế, cũng như trong thế giới Ả Rập và "Thế giới thứ ba".
Trong những năm 1950, Tiến sĩ Naziha là người tham gia tích cực vào Phong trào Hòa bình ở Iraq và là thành viên của ủy ban trù bị cho hội nghị đảng phái Hòa bình được tổ chức tại Baghdad vào ngày 25 tháng 7 năm 1954. Al-Dulaimi cũng là thành viên của Hội đồng Hòa bình Thế giới.